# Elatostema laevicaule
Elatostema laevicaule är en nässelväxtart som beskrevs av W.T.Wang, A.K.Monro och Y.G.Wei. Elatostema laevicaule ingår i släktet Elatostema och familjen nässelväxter. Inga underarter finns listade i Catalogue of Life.